# La Défense
La Défense udgør et af Paris' større erhvervsdistrikter og er placeret vest for byens centrum i departementet Hauts-de-Seine. Distriktet markerer afslutningen af den historiske akse, der går fra Louvre og løber ad Champs-Élysées og  gennem Triumfbuen ud til den nye triumfbue - la Grande Arche - i Défense-kvarteret.
La Défense består hovedsageligt af kontorbygninger bygget langs en central esplanade (le Parvis). Med sine 3,5 millioner kvadratmeter er det et af verdens største erhvervsområder og Frankrigs økonomiske centrum.
Distriktet er spredt over de tre kommuner Nanterre, Courbevoie og Puteaux.

## Skyskrabere
- Cœur Défense (161 meter).

## Uddannelse
Paris La Défense samler klyngen Pôle universitaire Léonard-de-Vinci og 4 handelsskoler: EDC Paris Business School, ESSEC Business School, ICN Business School og IESEG School of Management. Det er også hjemsted for European School of Paris-La Défense, en international grundskole og gymnasium, der blev akkrediteret som en europæisk skole i 2020.